# Schürer z Waldheimu

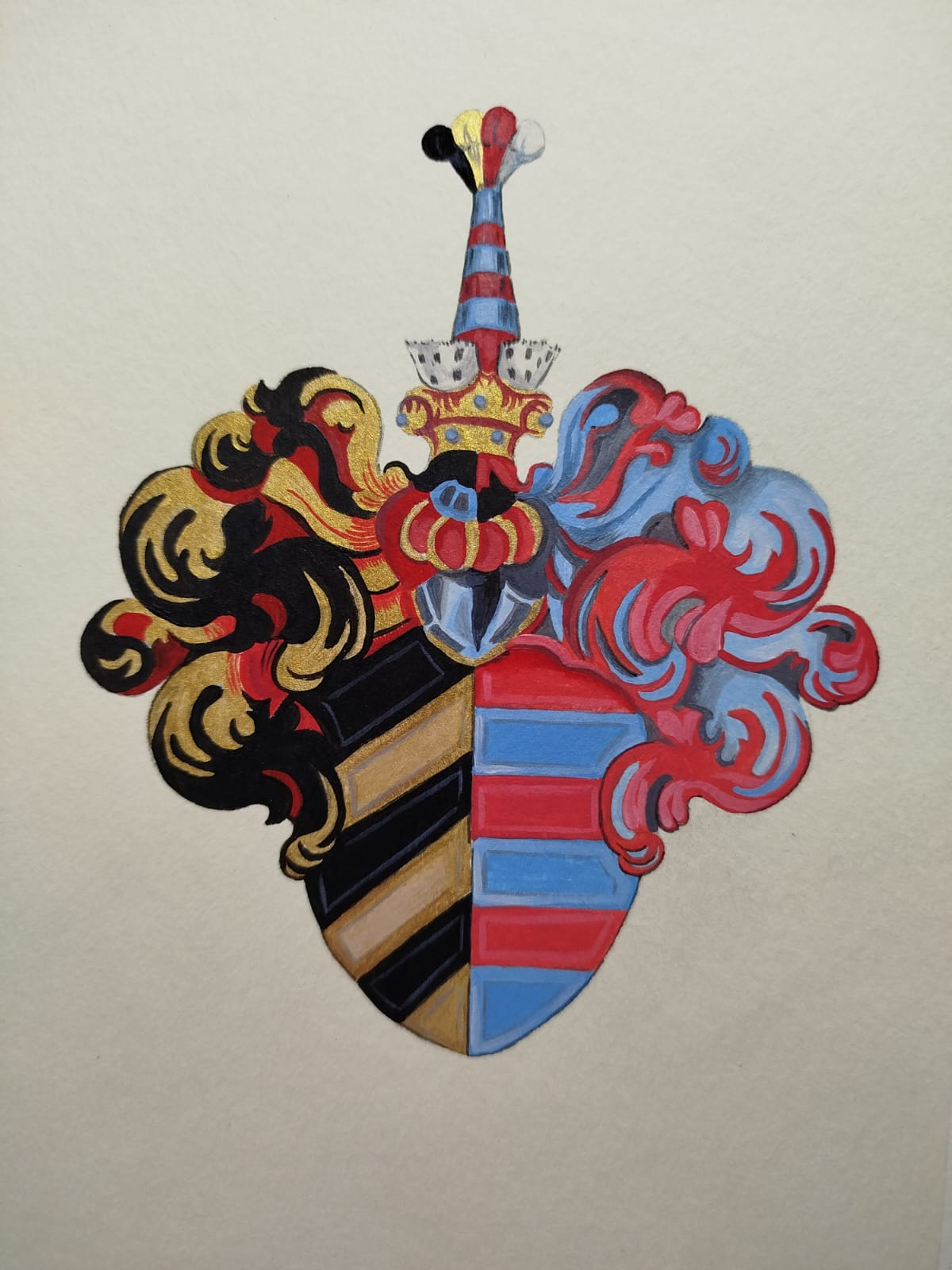
Erb Schürerů z Waldheimu

Schürerové z Waldheimu (také Šírerové) byli sklářská rodina, která původně pocházela z Krušných hor a byla aktivní zejména v Sasku a v Čechách.

## Historie
Tento rozsáhlý podnikatelský a později šlechtický rod, původem ze Saska, lze vysledovat až k pozdně středověkým sklárnám v Krkonoších. Jako sklárny Schürerů se zmiňují Wernesgrün a Aschberg (Ansprung). Ta je doložena k roku 1497. Další sklárny byly založeny v severních a středních Čechách, na Šumavě, Moravě, ve Slezsku, v Kladsku a Horní Falci. Díky svému významnému postavení měli skláři Schürerovi velký vliv na hospodářský a kulturní život své doby. V roce 1436 bratři Caspar a Christoph Schorerovi získali sklárnu Wernesgrün. V roce 1454 platil Clemens Schorer nájemné okresu Zwickau za sousední sklárny v Herlagrünu. V roce 1493 se jako majitel sklárny Crottendorf objevuje Lorenz Schürer. V roce 1497 je u sklárny Ansprung zmíněn Caspar Schürer. Jeho syn Paul I., jeden z průkopníků českého sklářského průmyslu, založil v roce 1542 vlastní sklárnu ve Falknově u Kytlice. V roce 1536 koupil sklář Christoph Schürer, syn Asmuse Schürera z Burkhardtsgrünu, Eulenhütte u Neudeku a vynalezl proces barvení skla na modro kobaltem.

## Nobilitace a významní zástupci rodu
Šlechtickým listem ze dne 1. června 1592 povýšil císař Rudolf II. Valentina, Kašpara, Dominika, Pavla I. a Martina Schürera do dědičného šlechtického stavu s titulem „von Waldheim“. Historik Petr Mašek v tomto ohledu uvádí, že rod v roce 1592 obdržel toliko potvrzení českého šlechtického stavu. Je tedy možné, že Schürerové byli nadáni šlechtickým statusem již dříve v Sasku. V roce 1665 obdržel potvrzení české šlechty Ignác Schürer von Waldheim, slezský radní a kancléř trebnitského opatství.
Synem Pavla I. byl Pavel II. Schürer von Waldheim. V roce 1577 mu udělil Jaroslav I. Smiřický ze Smiřic listinu na jeho hutní majetek v Rejdicích spolu s hostincem v Příchovicích a třemi přilehlými statky a rozsáhlými lesními pozemky pro těžbu dřeva. Roku 1601 Pavel II. získal další pozemky a postavil novou sklárnu ve Schwanenbrückli, kterou roku 1607 prodal, koupil lesní pozemky a vystavěl ves Grünwald na svém novém panství Waldheim (Zahájí). Zde Pavel II. vybudoval i zámek, jehož zřícenina tam je dodnes. Zahájí ale roku 1617 prodal za trojnásobek kvůli sporům s německým sousedem Georgem Christophem Wirsbergem na Waldthurnu a Schellenbergu. Některé záznamy dokonce přisuzují Pavlovi II. pro jeho rozsáhlý majetek titul rytíře, což ale patrně není přesné.
Významných úspěchů v Čechách dosáhli i další členové rodu. Martin Schürer byl v letech 1590 až 1594 sekretářem Viléma z Rožmberka a Petra Voka z Rožmberka a zasloužil se o nobilitaci rodu v Čechách. Martin Schürer se rovněž zabýval hudbou, alchymií a astrologií. Petr Vok daroval sekretáři Martinovi dům v Třeboni, který si jej ale dlouho neužil. Martin onemocněl uherskou nemocí (skvrnitým tyfem), kterou se zřejmě nakazil při vojenském tažení Petra Voka do Uher, a 11. listopadu 1594 skočil do studně na nádvoří třeboňského zámku a utopil se.
Další nobilitovaný člen rodu Dominik Schürer získal již roku 1581 od biskupa olomouckého Stanislava II. sklářskou huť ve Velké Kunčici (Kunčice pod Ondřejníkem). Získal také privilegia na sklářský statek v Bílé Vodě a nedaleko v Mlýnici si postavil jednopatrový zámek. Renesanční náhrobek Dominika lze nalézt zvenčí na kostele Narození Panny Marie v Červené Vodě.    
Úspěšným reprezentantem rodu byl i již uvedený huťmistr Valentin Schürer, který od 1585 sídlil v Krompachu. Provozoval zde huť, byl rychtářem a patřil mu i mlýn a hostinec. Vystavěl zde rovněž zámek Krompach. Dalšímu zástupci rodu skláři Christophu Schürerovi se připisuje vynález tzv. kobaltového skla roku 1510.
V následující generaci je možné zmínit Johanna Schürera z Waldheimu hejtmana panství Dubsko-Frýdštejnského v roce 1625, který byl vnukem nobilitovaného Kašpara Schürera. Zachovávací list Pavla Vlašimského, syna kantora vlastibořického, z 13. ledna 1666 připomíná slovutného muže Jeremiáše Šírera z Waldheimu, který žil ve Zlaté Olešnici.  V 19. století se v literatuře objevují zmínky o Innocentovi Schürerovi von Waldheim, který byl ve čtyřicátých letech podinspektorem komorní správy v Hradci Králové a v šedesátých letech vrchním komisařem finanční stráže v Praze. Počátkem 20. století byl Johann Schürer von Waldheim adjunktem knížecího fürstenberského lesního úřadu v Nižboru. Potomci rodu se objevují i ve Švédsku, Rakousku a dalších evropských zemích.  